# クェンシュテット石
クェンシュテット石(Quenstedtite)は、組成Fe2(SO4)3·10H2Oの硫酸鉄(III)からなる珍しい鉱物である。結晶は紫色か白色の三斜晶系である。
特に乾燥気候の、黄鉄鉱を多く含む鉱石の酸化帯で見られる。1888年にチリ・コピアポ県のティエラ・アマリージャで発見され、1889年にG. Linckにより、ドイツの鉱物学者フリードリッヒ・アウグスト・クヴェンシュテットの名前に因んで命名された。